# 埃澤奎爾·穆尼奥斯
埃澤奎爾·穆尼奥斯（西班牙語：Ezequiel Muñoz；1990年10月8日—）是一位阿根廷足球運動員。在場上的位置是中後衛。他現在效力於意大利足球甲級聯賽球隊桑普多利亞足球俱樂部。他也代表阿根廷各級青年國家隊參賽。